# Il principe guerriero
Il principe guerriero (The War Lord) è un film del 1965 diretto da Franklin J. Schaffner.
È un dramma medievale statunitense ambientato nell'XI secolo con Charlton Heston, Richard Boone, Rosemary Forsyth e Maurice Evans. È basato sull'opera teatrale del 1956  The Lovers di Leslie Stevens.

## Trama
Nell'undicesimo secolo, in Normandia, il Duca William di Ghent manda Chrysagon de la Creux, un proprio fidato guerriero, a difendere un suo territorio dalle scorrerie Frisoni. Il figlioletto del capo dei Frisoni, rimane prigioniero di Chrysagon.

Chrysagon si insedia nel territorio e si innamora di Bronwyn, giovane paesana, già promessa sposa a Marc, un compaesano. Il giorno delle nozze Chrysagon si presenta al matrimonio per reclamare il suo diritto di Ius primae noctis, se la porta a casa e anche lei si innamora.

I Frisoni ritornano per riavere il prigioniero e mettono sotto assedio la torre dove si è insediato Chrysagon e i soldati ma arrivano i rinforzi del Duca e i Frisoni sono sconfitti.

Chrysagon con un atto di benevolenza restituisce il prigioniero e il capo dei Frisoni gli offre ospitalità.

Il promesso sposo aggredisce e ferisce Chrysagon con un falcetto ma Bors, il braccio destro di Chrysagon, lo difende e ammazza Marc. Chrysagon affida la donna al capo dei Frisoni e decide di affrontare il giudizio del Duca.

## Produzione
Il film, diretto da Franklin J. Schaffner su una sceneggiatura di John Collier e Millard Kaufman e un soggetto di Leslie Stevens (autore dell'opera teatrale), fu prodotto da Walter Seltzer per la Court Productions, la Fraser Productions e la Universal Pictures e girato nella Contea di Colusa, a Malibù e a Marysville, in California, con un budget stimato in 3,5 milioni di dollari.

## Distribuzione
Il film fu distribuito con il titolo The War Lord negli Stati Uniti dal 17 novembre 1965 (première a Detroit il 10 novembre) al cinema dalla Universal Pictures.
Altre distribuzioni:
- in Germania Ovest il 26 novembre 1965 (Die Normannen kommen)
- nel Regno Unito il 23 dicembre 1965 (première a Londra)
- in Finlandia il 25 dicembre 1965
- in Francia il 4 febbraio 1966 (Le seigneur de la guerre)
- in Spagna il 21 febbraio 1966 (El señor de la guerra)
- in Svezia il 18 aprile 1966 (De grymma och de tappra)
- in Belgio il 27 maggio 1966 (De krijgsheer)
- in Danimarca il 5 dicembre 1966
- in Turchia il 12 dicembre 1966 (Harp ilâhi)
- in Portogallo il 6 ottobre 1967
- in Italia (Il principe guerriero)
- in Brasile (O Senhor da Guerra)
- in Ungheria (Hadúr)
- in Grecia (O kyriarhos)

## Critica
Secondo il Morandini è un "film curioso, diverso dal genere epico hollywoodiano di ambiente medievale, ma rimane un'opera spuria e legnosa". I difetti sarebbero da ricondurre alla regia e agli "interventi dell'Universal" che stravolse il film con sequenze aggiuntive di battaglie dirette da un altro regista. Secondo Leonard Maltin il film è un "adattamento intrigante e generalmente ben riuscito".

## Promozione
La tagline è: He Battled Two Empires For The Love Of One Woman..